# Castelo de Jarafuel
O Castelo de Jarafuel localiza-se no município de Jarafuel, na província de Valência, na comunidade autónoma da Comunidade Valenciana, na Espanha.

## História
O castelo remonta a uma fortificação muçulmana, erguida no século XII, em torno da qual se desenvolveu a povoação.
Actualmente restam apenas poucos elementos desta fortificação, destacando-se os restos de um torreão de planta cilíndrica e um troço da antiga muralha, ao qual se adossou uma ermida de planta quadrada com cobertura de duas águas.